# زیردریایی یو-۷۷۵
زیردریایی یو-۷۷۵ (به انگلیسی: German submarine U-775) یک زیردریایی است که طول آن ۶۷٫۱ متر (۲۲۰ فوت ۲ اینچ) می‌باشد. این زیردریایی در سال ۱۹۴۴ ساخته شد.